# Terrence Mashego
Terrence Mashego (Mamelodi, 28 de junio de 1996) es un futbolista sudafricano que juega en la demarcación de defensa para el Mamelodi Sundowns FC de la Liga Premier de Sudáfrica.

## Selección nacional
Hizo su debut con la selección de fútbol de Sudáfrica el 9 de octubre de 2021 en un encuentro de clasificación para la Copa Mundial de Fútbol de 2022 contra Etiopía que finalizó con un resultado de 1-3 a favor del combinado sudafricano tras un gol de Getaneh Kebede para Etiopía, y de Mothobi Mvala, Teboho Mokoena y Evidence Makgopa.

## Clubes
| Club                 | País      | Año       | Partidos | Goles |
| -------------------- | --------- | --------- | -------- | ----- |
| Mthatha Bucks FC     | Sudáfrica | 2017-2018 | 12       | 0     |
| TS Galaxy FC         | Sudáfrica | 2018-2020 | 67       | 3     |
| Cape Town City FC    | Sudáfrica | 2020-2022 | 67       | 2     |
| Mamelodi Sundowns FC | Sudáfrica | 2022-     | 45       | 1     |